# Medaille voor Verdienste in de Landbouw
De Medaille voor Verdienste in de Landbouw (Russisch: "Медаль За труды по сельскому хозяйству") van de Russische Federatie werd op 10 maart 2004 ingesteld. De naam kan ook als "voor inzet in de landbouw" worden vertaald.
De medaille kan voor verdienste in de landbouw, het landbouwonderwijs en het wetenschappelijk onderzoek worden toegekend. Meestal dragen de gedecoreerden al de eretitel van een "Geëerd Werker in de Landbouw van de Russische Federatie" ("Заслуженный работник сельского хозяйства Российской Федерации")
De medaille werd tot 2012 spaarzaam toegekend. Er waren in de acht jaren tot 2012 niet meer dan 661 benoemingen. De medaille kan ook aan vreemdelingen worden uitgereikt. Er is geen corresponderende Russische ridderorde. 
Op de voorzijde van de verguld zilveren ronde medaille is een groen geëmailleerd kruis met in het midden het door een krans van graan omhangen wapen van de Russische Federatie afgebeeld. De keerzijde vermeldt de opdracht "ЗА ТРУДЫ ПО СЕЛЬСКОМУ ХОЗЯЙСТВУ" (Russisch voor "voor werk in de landbouw". Daaronder is ruimte voor een serienummer.
De medaille heeft een diameter van 32 millimeter en hangt aan een vijfhoekig opgemaakt groen lint met twee smalle gele strepen langs de rand.
Hoogste eretitels van de Russische Federatie

Held van de Russische Federatie ·
Held van de Arbeid

Orden van de Russische Federatie

Sint-Andreas de Eerstgeroepene ·
Sint-George ·
Verdienste voor het Vaderland ·
Heilige Catharina de Grote Martelares ·
Alexander Nevski ·
Soevorov ·
Oesjakov ·
Zjoekov ·
Koetoezov ·
Nachimov ·
 Dapperheid ·
Militaire Verdienste ·
Maritieme Verdienste ·
Eer ·
Vriendschap ·
Roem van het Ouderschap

Onderscheidingstekens van de Russische Federatie

Sint-Georgekruis ·
Onderscheidingsteken voor Goede Daden ·
Onderscheidingsteken voor Onberispelijke Dienst

Medailles van de Russische Federatie

Dienen van het Moederland ·
Moed ·
Soevorov ·
Oesjakov ·
Zjoekov ·
Nesterov ·
Poesjkin ·
Verdedigers van het Vrije Rusland ·
Bewaken van de Openbare Orde ·
Verdedigen van de Grenzen ·
Redden van Stervenden ·
Landbouw ·
Ontwikkeling van spoorwegen ·
Kernenergie-onderzoek ·
Ruimteonderzoek ·
Roem van het Ouderschap

Herinneringsmedailles die tot 2010 staatsonderscheiding waren

50 jaar Overwinning ·
60 jaar Overwinning ·
65 jaar Overwinning ·
300 jaar Russische Marine ·
850 jaar Moskou ·
100 jaar Trans-Siberische Spoorweg ·
Al-Russische volkstelling ·
300 jaar Sint-Petersburg ·
1000 jaar Kazan

Herinneringsmedailles

70 jaar Overwinning

Certificaten van de President van de Russische Federatie

 Erecertificaat ·
Certificaat van Dankbaarheid